# سكوت باول
سكوت باول (بالإنجليزية: Scott Powell)‏ هو مغني أمريكي، ولد في 13 أغسطس 1948 في دالاس في الولايات المتحدة.

## وصلات خارجية
- سكوت باول على موقع IMDb (الإنجليزية)
- سكوت باول على موقع ميوزك برينز (الإنجليزية)